# Stichting Stoomtrein Tilburg-Turnhout
Le "Stichting Stoomtrein Tilburg-Turnhout - SSTT" (en français : Fondation du Train à Vapeur Tilburg-Turnhout) est une fondation dont l'objet était de faire circuler un train touristique à vapeur sur la ligne ferroviaire entre Tilburg à Turnhout, dans un but de concervation. Créée en 1974, elle à fait faillite en 1984. La voie est déposée et le matériel roulant est en partie mis à la ferraille. Seule la locomotive à vapeur 8826 la voiture NS-Blokkendoos n'ont pas été détruits.

## Histoire
La Stichting Stoomtrein Tilburg-Turnhout est créée le 21 février 1974 pour sauvegarder la ligne ferroviaire de Tilburg à Turnhout en créant un Chemin de fer touristique.
Le 22 juin 1974, l'activité débute entre la gare de Tilburg Ouest et la gare de Baarle-Nassau avec : la locomotive à vapeur NS 3737 louée au Musée national des chemins de fer néerlandais, et des voitures du type Mat '24 louées à la Nederlandse Spoorwegen (NS),.
De 1976 à 1982, le service touristique est assuré avec la locomotive à vapeur NS 8826 (nl), de la mine de charbon Laura & association à Eygelshoven, ex-NS, ex-War Department, avec trois voitures de la Bentheimer Eisenbahn AG (de).
En février 1984, la mise en faillite de la SSTT est actée. La locomotive à vapeur NS 8826 est transférée à l'entreprise de recyclage Raak Metaal à Tilburg, où elle est placée en monument à l'entrée de l'entreprise. En 1998, cette locomotive est vendue au chemin de fer touristique Zuid-Limburgse Stoomtrein Maatschappij (ZLSM) dans le but de la remettre en état de marche. La voiture NS-Blokkendoos est allée au Veluwsche Stoomtrein Maatschappij (VSM) et les trois voitures allemandes ont été ferraillé. La voie ferrée est déposée et réaménagée en piste cyclable.

## La collection
| Numéro               | Traction            | Société, numéro et nom | Constructeur et année           | État et notes | Photo |
| -------------------- | ------------------- | ---------------------- | ------------------------------- | --- | ----- |
| Locomotives à vapeur |                     |                        |                                 | |       |
| 1                    | Vapeur              | LV 14                  | Hunslet, 1944                   | - Ex- Julia V, ex-NS 8826, ex WD-75115. - En 1974 au commerce des métaux Gebr. van Raak à Tilbourg. - Puis utilisée par l'association. - Retour à Van Raak. - Acheté en 1998 par le ZLSM. - 9 m, 49 t, vitesse maximum : 50 km/h. - Capacité de la soute à charbon : 0 t. - Capacité de la soute à eau : 0 000 L (0,0 m3). - Hors service (en attente d'une restauration complète).                                                                 |       |
| 2                    | Vapeur              | LV 15                  | Hudswell Clarke, 1943           | - Ex- Julia V, ex-NS 8812, ex WD-75082/ex-NS 8815, ex-WD 75105. - En 1988 à Ribble Steam Railway, Angleterre. - Chez "Laura & Vereeniging", la chaudière de l'ex-8812 est placée sur le châssis de l'ex-8815, conservé au "Ribble Steam Railway" sous le numéro WD-75105. - 9 m, 49 t, vitesse maximum : 50 km/h. - Capacité de la soute à charbon : 0 t. - Capacité de la soute à eau : 0 000 L (0,0 m3). - Hors service (en exposition statique). |       |
|                      | Vapeur              | D 777                  | Krupp, 1953                     | - Acquise auprès du VSM en 1981. - Construite à l'origine pour le "Ruhrkohle" sous le numéro D 777. - Endommagé pendant le transport vers Tilburg, elle à peine été en service au sein de l'association. - Ensuite exposée à l'Autotron. - 00 m, 00 t, vitesse maximum : 00 km/h. - Capacité de la soute à charbon : 00 t. - Capacité de la soute à eau : 0 000 L (0,0 m3). - Hors service (exposée en monument statique).                          |       |
| Voitures à voyageurs |                     |                        |                                 | |       |
| B301                 | Voiture buffet      |                        | Usine de wagons Uerdingen, 1930 | - Venant du "Bentheimer Eisenbahn" via le MBS. - Mis au rebut en 1983 à Mijdrecht. |       |
| B302                 | Voiture à voyageurs |                        | Usine de wagons Uerdingen, 1931 | - Venant de la "Bentheimer Eisenbahn" via le MBS, avant DB . - Mis au rebut en 1983 à Mijdrecht. |       |
| B303                 | Voiture à voyageurs |                        | Usine de wagons Uerdingen, 1930 | - Venant de la "Bentheimer Eisenbahn" via le MBS, avant DB. - Mis au rebut en 1983 à Mijdrecht. |       |
| B535                 | Voiture à voyageurs |                        | Hawa, Hanovre (Allemagne), 1923 | - Mat '24. - En 1984 au "VSM". Renuméroté B 8501. |       |